# Ley Cholito
La Ley sobre tenencia responsable de mascotas y animales de compañía —conocida popularmente como «Ley Cholito»— es una ley vigente en todo el territorio chileno que establece obligaciones y derechos a quienes poseen mascotas, vela por el bienestar animal, establece control sobre los animales abandonados, y regula la responsabilidad legal cuando ocurran ataques de mascotas. Esta ley ingresó en 2009 como una moción parlamentaria presentada por los en aquel entonces senadores Mariano Ruiz-Esquide, Guido Girardi y Carlos Kuschel, para luego sumarse al proyecto Jorge Arancibia y Carlos Ominami. La ley tuvo un paso por el Tribunal Constitucional y posteriormente fue aprobada por el Senado el 30 de julio de 2017. La ley fue luego publicada en el Diario Oficial el 2 de agosto de 2017.
La ley fue parte de una gran discusión pública dentro de Chile debido a la mediatización de actos de crueldad animal contra mascotas o animales callejeros. Uno de los casos más particulares es el ataque un par de personas, por órdenes de una mujer, a un perro callejero llamado Cholito en barrio Patronato durante enero de 2017, golpeándolo con un palo hasta darle muerte. Este caso conllevó a la indignación social, produciendo una serie de protestas y marchas que generaron presión sobre el poder legislativo que llevó a la aprobación de la ley. 
Entre los efectos de esta ley se encuentra la definición de términos legales que permiten tratar a los animales como organismos que poseen derechos, así además de regular los criaderos de mascotas, obligó a la reflexión ética a nivel social del impacto que es poseer una mascota, el registro de las mascotas por medio de un microchip que vincula al animal con un dueño legal, el aumento de las denuncias e investigación de maltrato animal en Chile.

## Antecedentes
La legislación chilena sobre animales proviene desde 1855 con la inclusión en el Código Civil de que los animales son «bienes muebles semovientes». El marco administrativo más antiguo que pena el maltrato animal como delito es del 23 de abril de 1858 proveniente de la Intendencia de Santiago. Esto influencia en la redacción del Código Penal de Chile, donde se integra al maltrato animal como falta en 1874. Esta permanece como tal hasta 1989, cuando la Junta Militar deroga el numeral donde se encontraba esta indicación, integrando en el código penal el artículo 291 bis:

[...]El que cometiere actos de maltrato o crueldad con animales, será castigado con la pena de presidio menor en su grado mínimo y multa de uno a diez ingresos mínimos mensuales o sólo a esta última.[...]
Ley N° 18.859 qué Modifica el Código Penal, en lo Relativo a la Protección Animal.

Con esta modificación, se eleva el maltrato animal a delito con presidio.
La abogada Macarena Montes describió que en Chile existen tres épocas legislativas animales. La primera -entre la década de 1950 y 1990- en la cual a los animales se les trata como productos alimentarios que deben ser regulados en su proceso de sacrificio, faenamiento y distribución de las carnes; una segunda etapa -entre la década de 1990 y 2010- en la cual se busca el bienestar animal, pero sigue siendo tratado como un bien. La tercera etapa -década del 2010 al presente- es la etapa en la cual la legislación comienza a otorgar derechos a los animales y se les comienza a entregar derechos de cuidado y protección.

## Historia
La ley se origina como moción procedente desde el Senado de Chile el 5 de mayo de 2009, siendo propuesta por el senador Guido Girardi, y apoyada por los, en aquel entonces, senadores Mariano Ruiz Esquide y Carlos Kuschel. El senador señaló en una entrevista que el proyecto se originó al ser una persona animalista, postura que adoptó después de un incidente familiar con sus mascotas.
Jorge Arancibia y Carlos Ominami adhieren al proyecto de ley durante los siguientes días. Como el proyecto de ley le entrega nuevas habilidades a los «jueces de policía local [para] imponer una multa por ciertas infracciones a algunas de sus normas», se envía un oficio a la Corte Suprema para solicitar su opinión. Como respuesta, se solicita dejar explicitado ciertos términos presentes en el proyecto de ley, además se indica que ya existen en discusión otros tres proyectos de ley similares. Mientras, el proyecto es discutido en la comisión de Salud del Senado. También en este periodo de tiempo el gobierno de turno añade indicaciones al proyecto.
El proyecto no vuelve a ser discutido en cámara sino hasta 2011, integrando a la discusión, mediante oficios, la Corte Suprema, la Comisión de Salud y la Comisión de Hacienda del Senado. El 2 de octubre de 2012 la cámara alta del congreso aprueba el proyecto de ley. Al entrar a la cámara de diputados de Chile, el proyecto de ley recibe indicaciones del gobierno, de la Corte Suprema y desde las comisiones de Salud y Hacienda. El 22 de julio de 2014 el proyecto es aprobado en lo general, pero en lo particular no, por lo que debió regresar al Senado.
Durante el tercer trámite constitucional, el proyecto de ley retorna a la comisión de Salud del Senado en octubre de 2014. No entra a votación en sala sino hasta 27 de enero de 2015. La votación en particular difiere de lo que se aprobó en la cámara de diputados, por lo que la ley pasa a una comisión mixta.

### Caso Cholito y presión social
En la galería Crystal ubicada en el barrio Patronato, comuna de Recoleta, se encontraba un perro adulto abandonado al que los locatarios y vecinos de alrededor le llamaban Cholito y que tenía una fractura de los huesos de su cadera por un atropello. En la noche del 5 de enero de 2017 unos individuos trataron de sacar al animal de la calle donde este se encontraba, pero la agresividad del perro no les permitió. Al día siguiente, dos personas agredieron físicamente al perro por aproximadamente media hora, golpeándolo con palos. Estas dos personas habían recibido dinero por parte de una mujer dueña de un negocio local para deshacerse del perro, incluso matarlo si era necesario. El perro habría seguido vivo después de los golpes, pero su cuerpo fue movido hacia otro lugar. Durante ese periodo de tiempo, otro perro llamado Rocky también fue agredido por la pareja de personas.
La pareja originalmente señaló que el ataque fue en defensa propia, y la mujer de la pareja señaló que «[...] tenía mi cabeza en blanco en esos momentos, estaba tan desesperada [así que] lo único que hice cuando se me tiró el perro fue irme para el otro lado, agarré el palo y le mandé el palo en la cabeza». Sin embargo, esta defensa fue desmentida cuando apareció otro video en donde la pareja se ve durante una noche planificando el ataque.
El ataque contra Cholito fue grabado y posteriormente subido a redes sociales el 7 de enero, donde terminó viralizándose en redes sociales, lo que llevó a la indignación de la sociedad chilena. En menos de una semana, cerca de 120 000 personas habían firmado una petición on-line en la cual solicitaban que los agresores fueran condenados. Daniel Jadue, alcalde de Recoleta en ese entonces, presentó una querella contra los responsables de la agresión. El domingo 15 de enero se llamó a la marcha "¡No más maltrato a los sin voz!" para exigir medidas de protección para los animales. Dentro de las exigencias que surgieron a causa de este caso, también se llamó públicamente a acelerar la tramitación del proyecto de ley de tenencia responsable y aumento de castigo a los maltratadores de animales.

### 2017-presente
El caso del maltrato contra el perro Cholito generó una gran presión social sobre el proceso legislativo, llevando a acelerar el proceso de discusión del proyecto de ley que para ese entonces ya se encontraba en la comisión mixta. El 21 de marzo de 2017 entra en discusión a la comisión. El proyecto pasa a ser discutido en sala los días 11 y 12 de abril y 3 de mayo de 2017. El senado aprobó por unanimidad el proyecto el 12 de abril. Las proposiciones contenidas en el informe de la Comisión Mixta fueron votadas este último día en la cámara de diputados, en donde votaron a favor del proyecto 100 diputados, rechazó 1 y se abstuvieron 2.
Durante la tramitación final de la ley, el senado le hace consulta a la presidenta Michelle Bachelet si esa usará el veto presidencial con esta ley, ya que esta normas de ley orgánica constitucional. La presidenta declina el uso de esta habilidad. También esta ley pasó por el Tribunal Constitucional debido a que la ley tipifica nuevos tipos de ilícitos penales, y por lo tanto tienen el carácter de ley orgánica constitucional.
La ley es despachada y publicada en el Diario oficial el 2 de agosto de 2017. El reglamento de la ley es publicado el 17 de agosto de 2018.

## Estructura y funciones
La ley posee los siguientes objetivos, y por lo tanto se encuentra habilitada para regular las siguientes materias:
1. Determinar las obligaciones y derechos de los responsables de animales de compañía.
2. Proteger la salud y el bienestar animal mediante la tenencia responsable.
3. Proteger la salud pública, la seguridad de las personas, el medio ambiente y las áreas naturales protegidas, aplicando medidas para el control de la población de mascotas o animales de compañía.
4. Regular la responsabilidad por los daños a las personas y a la propiedad que sean consecuencia de la acción de mascotas o animales de compañía.

La lesgislación se encuentra divida en diez títulos, cada uno de los cuales contiene artículos de un mismo tópico.

### Título I: Objeto y definiciones
El primer título compila los objetivos de la ley, define conceptos claves de la materia como «Mascotas o animales de compañía», «Tenencia responsable de mascotas o animales de compañía» y «criadero», entre otros.

### Título II: De las atribuciones de los órganos de la Administración del Estado para el fomento de la tenencia responsable de las mascotas o animales de compañía
Este título indica que el Ministerio del Interior y Seguridad Pública, Ministerio de Salud y el Ministerio de Educación, así como las Municipalidades deberán promover «la tenencia responsable de mascotas o animales de compañía a fin de asegurar su bienestar y la salud de las personas y el medio ambiente». La ley también permite generar lazos de colaboración entre el Ministerio de Educación con instituciones de educación superior que impartan carreras de medicina veterinaria, con el fin de desarrollar programas de tenencia responsable de mascotas. En esa línea, los municipios han creado una serie de establecimientos veterinarios públicos para la atención de mascotas y fijando diferentes criterios para la atención y cobro por los servicios prestados, que van desde la gratuidad para todos los residentes de la comuna hasta un pago diferenciado por nivel socioeconómico acreditado ante el municipio.

### Título III: Del reglamento y la ordenanza municipal
Este título indica que la redacción de un reglamento, redactado entre el Ministerio del Interior y el Ministerio de Salud, indicará las formas y condiciones que serán consideradas como tenencia responsable de mascotas. Se definen las características que este reglamento debe poseer, así como deberá identificar «a ciertos especímenes caninos como potencialmente peligrosos». Este título también indica que todas las municipalidades deberán dictar una ordenanza que indique y regule estas materias dentro de la administración comunal, siguiendo parámetros indicados en este título. 
Queda expresamente prohibido el sacrificio de animales como control de control de poblaciones; esta regulación incluye a cualquier otro tipo de servicio público así como organizaciones de protección animal.

### Título VI: Estrategia de protección y control de población animal
Este título se dedica a tratar acerca de educar a la población en cuanto a protección y control animal, entre ellos la esterilización de las mascotas y el registro e identificación de estos. Las municipalidades podrán establecer concursos públicos para organizaciones que busquen realizar campañas de educación sobre la tenencia responsable de mascotas.

### Título V: De la responsabilidad en la tenencia de mascotas o animales de compañía
Este título señala que el dueño de la mascota o animal de compañía será el fiador «de los daños producidos por este», en concordancia con el Título XXXVI del Libro Cuarto del Código Civil. Además se señalan las obligaciones del dueño del animal, como es el caso del registro de la mascota con un identificador, o también el control y buen trato de la mascota. También se prohíbe el adiestramiento de cualquier mascota para tornarlo más agresivo; quedan prohibidas todo tipo de pelea de animales. Otro tipo de maltrato, el abandono, también queda prohibido por ley, y queda considerado como «maltrato y crueldad animal»; aquellos animales que sea rescatados por las municipalidades desde lugares públicos y que no se encuentre registrado en la base de datos, será entregado a entidades sin fines de lucro que luego podrán  desinfectar, esterilizar y reubicar al animal.
Se establecen excepciones a la responsabilidad del dueño sobre ataques de un animal; estas son cuando el animal hiriese o matase al responsable mismo del animal, o cuando el animal ha atacado a quien se introdujere a la propiedad privada donde se halla la mascota sin «justificación alguna o con el propósito de cometer delito».
Este título tipifica como delito a varios de estos actuares, en función a lo que dicta el Código Penal. 

### Título VI: De los Registros
El Ministerio del Interior deberá crear los siguientes registros:
1. Registro Nacional de Mascotas o Animales de Compañía.
2. Registro Nacional de Animales Potencialmente Peligrosos de la Especie Canina.
3. Registro Nacional de Personas Jurídicas sin Fines de Lucro Promotoras de la Tenencia Responsable de Mascotas y Animales de Compañía.
4. Registro Nacional de Criadores y Vendedores de Mascotas o Animales de Compañía.
5. Registro Nacional de Criadores y Vendedores de Animales Potencialmente Peligrosos de la Especie Canina.
6. Registro Nacional de Centros de Mantención Temporal de Mascotas o Animales de Compañía.

Se definen cuales son los requisitos y plazos para que personas naturales o jurídicas puedan inscribirse en estos registros.

### Título VII: De los centros de mantención temporal de mascotas o animales de compañía
Este título define que es y cuales son las funciones de un «centro de mantención temporal de mascotas o animales de compañía», los cuales deberán, entre otras obligaciones, «contar con espacios suficientes para cubrir las necesidades fisiológicas y etológicas de los animales y proveerles alimento y agua en cantidades necesarias»; además deberán contar «con un número suficiente de caniles, jaulas y corrales, según sea el caso. Estos deberán tener una superficie que permita el movimiento de los animales y evite su sufrimiento». También especifica el actuar del responsable un centro cuando este vaya a ser cerrado.

### Título VIII: De la venta, crianza y exposición de mascotas o animales de compañía
Este título indica las disposiciones sobre los centros de venta y crianza de mascotas o animales de compañía. Estarán a cargo de los centros de venta y crianza médicos veterinarios. Estos centros deberán tener registro de todos los animales en venta, la esterilización de cánidos y félidos obligatoria a menos de que sean vendidos a otro criadero. Establece la exigencia de extractores de aire para evitar malos olores tanto para los clientes como para quienes vivan en los alrededores.
Se establecen obligaciones a los organizadores de espectáculos o exhibición de animales, como las exposiciones caninas, que están acorde al buen trato de los animales en las instalaciones.

### Título IX: De las infracciones y sanciones
La fiscalización de que esta ley y sus reglamentos es de principal responsabilidad de los municipios, aunque esta actividad también puede ser realizada por el Ministerio Público y de Carabineros. En caso de maltrato animal, cualquier organización nacional promotora de la tenencia responsable de mascotas podrá querellarse contra los agresores.
Se especifican multas entre 1 a 30 unidades de fomento para aquellos que contravengan tanto esta ley como sus reglamentos, o el doble si la persona es reincidente. Además se indica que los gastos de tratamiento y cuidado del animal agredido serán pagados por el agresor. Se habla del destino de los fondos de las multas. También se establecen las multas y procedimientos en caso de que centros de mantención temporal o en los lugares de venta, crianza y exposición de mascotas o animales de compañía comentan actos que transgredan esta ley y sus reglamentos.

### Título X: Disposiciones generales
Este título deja a disposición de las municipalidades celebrar contratos y convenios con organizaciones pública o privadas. Además señala que los Juzgados de Policía Local tendrán competencias para tratar infracciones a esta ley. Este título define normas supletorias propias de otras leyes, como son la caza, sobre el sistema obligatorio de clasificación de ganado, tipificación y nomenclatura de sus carnes y regula funcionamiento de mataderos, sobre sanidad y protección animal, y sobre la protección de animales.
Los empaques de alimento de mascotas deberán tener un espacio dedicado a explicar lo que la tenencia responsable de mascotas.
Acá se introducen modificaciones al Código Penal, realizando ajustes a la ley para permitir tipificar la violencia contra los animales como un delito. También introduce modificaciones a la Ley N° 20.380 Sobre Protección de Animales.
La Oficina Nacional de Emergencia del Ministerio del Interior y Seguridad Pública deberá introducir protocolos de rescate de mascotas para situaciones de catástrofe, así como realizar campañas de educación y prevención en estos posibles escenarios.

### Transitorios y anexo
Esta sección de transitorios tratan sobre el presupuesto para poner en marcha esta ley, además de plazos límite para publicar los reglamentos de esta ley. El anexo es la resolución del Tribunal Constitucional señalando que emite juicio sobre los artículos que han sido ingresados a consulta.

## Repercusiones

### Caso Cholito
Como la ley no es retroactiva, los tres imputados por el crimen fueron juzgados con la legislación vigente durante el ataque. La mujer dueña del local que pagó por el ataque fue multada con 40 UTM, mientras que los dos agresores fueron condenados a una pena de presidio por 100 días. La condena fue aplicada el 3 de octubre de 2019.

### Esterilización obligatoria de mascotas
Se discutió sobre el proceso de esterilización de las mascotas adquiridas desde criaderos, señalando algunos especialistas que esterilizar durante los primeros meses de vida de una mascota puede traer consigo efectos nocivos para la salud física y mental del animal, debido al uso de anestesia en el proceso de esterilización.

### Registro y microchip
El reglamento de la ley señala que es obligatorio que todas las mascotas se encuentren registradas utilizando un chip subcutáneo; esto ha implicado un gasto adicional para las comunas y dueños de animales. Además, existen las multas desde los 48 mil hasta casi 1 millón y medio de pesos si es que los dueños son fscalizados y no han registrado a sus mascotas.

### Aumento de denuncias por maltrato animal
Posterior a la publicación de la ley, aumentaron el número de denuncias por casos de maltrato animal. En 2017 se registraron 1 610, mientras que en 2018 aumentaron a 2 111.